# Ярмоленко, Павел Андреевич
Па́вел Андре́евич Ярмо́ленко (23 декабря 1927, Харьков, Украинская ССР — 23 мая 2002, Харьков, Украина) — советский и украинский педагог, теоретик и практик профессионально-технического образования, доктор педагогических наук (1985). Заведующий кафедрой педагогики Харьковского государственного университета (с 1975 года), основатель кафедр педагогики Харьковского государственного института физической культуры и Украинской инженерно-педагогической академии.
Известен как научный руководитель проекта политехнического центра Дзержинского района Харькова, осуществлённого совместно с ХТЗ и отмеченного двумя премиями Ленинского комсомола (1971, 1975).

## Биография
В 1954 году окончил филологический факультет Харьковского государственного университета им. А. М. Горького.
Преподавал в школе рабочей молодёжи № 48 Харькова, работал учителем русской и украинской филологии, руководителем трудового обучения в средней школе № 33 Харькова и одновременно инспектором школ по трудовому обучению Харьковского городского отдела народного образования, преподавателем Харьковского педагогического института, с 1963 года начальником учебного цеха — политехнического центра трудового обучения и профессиональной ориентации Харьковского тракторного завода им. С. Орджоникидзе. В 1975 году с учёной степенью кандидата педагогических наук назначен заведующим кафедрой педагогики Харьковского университета. В этой должности ввёл в научно-исследовательской работе кафедры новое направление — разработку проблем трудового обучения и профориентации школьников; наладил сотрудничество с ХТЗ, где был создан особый школьный цех для трудовой подготовки учащихся городских школ.
В 1989 году стал одним из основателей кафедры педагогики и психологии Харьковского государственного института физической культуры (ныне Харьковская государственная академия физической культуры), в 1991 году основал кафедру педагогики Харьковского инженерно-педагогического института (позже Украинская инженерно-педагогическая академия). Был председателем специализированного Совета по защите кандидатских диссертаций при Харьковском педагогическом институте (ныне Харьковский национальный педагогический университет им. Г. С. Сковороды). Сотрудничал также с Харьковским институтом экологии и социальной защиты (ныне Харьковский гуманитарно-экологический институт).

## Научная и педагогическая деятельность
Исследовал психолого-педагогические проблемы политехнического образования, трудового обучения и воспитания, системы профессиональной ориентации, производительного труда в политехническом обучении и воспитании (15. С.44), познавательной деятельности, технического и эстетического творчества школьников, высшего педагогического образования, инженерно-педагогического образования, гуманистического воспитания студентов (1. С. 159).

### О системе организации трудового политехнического обучения и воспитания, профориентации в межшкольном учебно-производственном комбинате
Учитывая опыт А. С. Макаренко в коммуне им. Ф. Э. Дзержинского (привнесение учебных элементов в работу коммунаров на существовавших в то время заводах — электросверлилок и оптико-механическом), П. А. Ярмоленко разрабатывал форму, объединяющую учебный и производительный труд старших школьников в учебном цехе Харьковского тракторного завода, получившую название «Учебное производство», которая прошла здесь длительное апробирование (20. С. 95), решал задачи соединения обучения с производительным трудом, нравственным, умственным, экономическим, эстетическим воспитанием, воспитания личности в коллективе.
С 1962 года работал над решением задачи подготовки учащихся к труду на современном производстве и созданием системы трудового политехнического обучения старшеклассников, выявлением оптимальных условий для применения производительного труда в трудовом политехническом обучении и воспитании (15. С. 44).
В статьях «Трудовая политехническая подготовка старшеклассников» (4), «Политехнический центр и его достоинства» (5) и других работах педагог раскрыл разработанную им целостную политехническую систему (5. С. 93) трудового обучения и профессиональной ориентации в политехническом центре — учебном цехе Харьковского тракторного завода им. С. Орджоникидзе, составными элементами системы обучения были: 
- политехническое обучение,
- трудовое воспитание,
- профессиональная ориентация, допрофессиональная и начальная профессиональная подготовка (для части старшеклассников).

Для преодоления профессиональной узости необходимо создание политехнической основы производственной деятельности, обеспечивающей профессионально — техническую свободу (19. С. 10).
Итоги и предложения длительной научной и практической работы П.А. Ярмоленко подробно раскрыл в многочисленных статьях, брошюрах, книгах и докторской диссертации, на основе которой (почти с тем же названием) подготовлена монография "Педагогические проблемы обучения и воспитания старшеклассников в межшкольном центре профориентации".
В 1970 году коллегия Минпроса СССР и Президиум ЦК профсоюза работников просвещения, высшей школы и научных учреждений заслушивали доклад начальника учебного цеха Харьковского тракторного завода им. С. Орджоникидзе П. А. Ярмоленко о передовом опыте политехнической трудовой подготовки учащихся старших классов на базе учебного цеха и одобрили этот опыт (7. С. 94).
В 1971 году учёный успешно защитил кандидатскую диссертацию по теме «Система трудовой политехнической подготовки старшеклассников в условиях учебного цеха» (8). Работа учебного цеха Харьковского тракторного завода (ХТЗ) за трудовое воспитание и профессиональную ориентацию молодёжи под руководством педагога отмечена премией Ленинского комсомола (1971)(2. С. 6), (9. С. 16), (17. С. 15), одобрена коллегией Министерства просвещения СССР и Президиумом ЦК профсоюза работников просвещения, высшей школы и научных учреждений (1971), Президиумом ЦК профсоюза рабочих машиностроения (1974), Президиумом ВЦСПС (1974)(2. С. 6).
Учёный обобщил опыт учебного цеха ХТЗ, рассмотрел пути преодоления узко профессионального подхода к трудовому обучению старшеклассников, выявил перспективы развития организации трудового обучения и профессиональной ориентации учащихся средних общеобразовательных школ (20). Новаторский педагогический опыт П. А. Ярмоленко политехнического трудового обучения и профессиональной ориентации старшеклассников в учебном цехе ХТЗ изучен Академией педагогических наук СССР. На его основе создан телевизионный фильм «Стеклянная дверь», отмеченный премией Союза журналистов за постановку актуальной проблемы (2. С. 6-7).
Анализируя опыт работы учебного цеха ХТЗ и других, с одной стороны, и опыт работы учебно—производственных комбинатов (центров), с другой стороны, П. А. Ярмоленко сделал вывод, что оптимальные результаты в трудовом обучении школьников давали два решения: учебный цех (комбинат) в структуре крупного промышленного предприятия; учебно-производственный комбинат (центр), организованный группой предприятий района и находящийся в подчинении районо (11. С. 14).
Павел Андреевич Ярмоленко разработал организационно-методические и технические основы, научно обосновал педагогическую сторону проекта, который выполнен в Государственном научно-исследовательском и проектном институте металлургической промышленности (2. С. 41), политехнического центра - межшкольного учебно-производственного комбината трудового обучения и профессиональной ориентации школьников Дзержинского района г. Харькова (18. С. 93), награждённый премией Ленинского комсомола в области науки и техники (1975)(2. С. 7), (18. С. 92), и осуществлённый в 1979 году. В политехническом центре были сосредоточены педагогические средства, средства профессиональной ориентации, политехнического обучения и трудового воспитание учащихся на основе единства учебного процесса и производительного труда. Всемерно оказывалась поддержка жизнедеятельности ребят, их интересов, склонностей, разносторонней подготовки школьников к труду, отвечающей как их потребностям, так и требованиям развивающегося производства и научно-технического прогресса (22). Центр имел определённый научно-исследовательский уклон (17. С. 15).
В 1985 году заведующий кафедрой педагогики Харьковского госуниверситета П. А. Ярмоленко успешно защитил докторскую диссертацию по теме «Педагогические проблемы обучения и воспитания старшеклассников в межшкольном политехническом центре трудового обучения и профориентации» (в НИИ трудового обучения и профессиональной ориентации АПН СССР) (22) и в том же году был утверждён в степени доктора педагогических наук (21. С. 29), (24. С. 125).

### П.А. Ярмоленко и профессиональное образование
В Харьковском государственном университете им. А. М. Горького впервые в СССР в качестве опыта были созданы научно-производственные и научно-педагогические отделения, с раздельным приёмом, частично и отдельным обучением студентов. Более целенаправленно осуществлялась профессиональная подготовка, начиная уже с первых курсов (26. С. 467). В соответствии с приказом Минвуза СССР от 5 июля 1978 г. «Об увеличении объёма часов, которые отводятся на изучение дисциплин психолого-педагогического цикла для студентов госуниверситетов, которых готовят к учительской работе» в ХГУ для студентов научно-педагогических отделений за счёт часов на специальные дисциплины было введено ряд спецкурсов из психолого-педагогических дисциплин (26. С. 472).
Кроме ХГУ, П. А. Ярмоленко предложил и осуществил систему профессиональной педагогической подготовки студентов научно-педагогических отделений, а также инженеров-педагогов в Украинской инженерно-педагогической академии (УИПА)). 
Под руководством П. А. Ярмоленко в ХГУ была поставлена система специальных курсов(46): «Введение в специальность», «Методические занятия по подготовке к воспитательной практике», «Основы методики научно-педагогических исследований» и другие; в учебный план научно-педагогических отделений университета было введено написание курсовой работы по педагогике и дипломной работы на методическую или педагогическую тему (36). 
Принимая во внимание логику формирования и развития педагогических знаний, умений и навыков у студентов, П. А. Ярмоленко разработал общую типовую структуру психолого-педагогических и методических дисциплин, и разных видов практик в ХГУ(36)
Под руководством и при участии П. А. Ярмоленко были разработаны учебно-методические комплексы дисциплин кафедры. Первые выпускники с раздельной подготовкой подтвердили правильность и своевременность инициативы ХГУ. Выпускники намного быстрее ориентировались в местах работы.
Опыт Харьковского госуниверситета по раздельной подготовке специалистов был рассмотрен на заседании коллегии Минвуза СССР в 1978 г., одобренный и рекомендованный к распространению среди других вузов страны (26. С. 468).
Большое внимание зав. кафедрой педагогики ХГУ П. А. Ярмоленко, преподаватели, университет уделяли системе учебно-педагогических практик (26. С. 471) и их связи с теоретическими занятиями по педагогическим дисциплинам. 
По просьбе университета Харьковский областной институт усовершенствования учителей для педагогической практики рекомендовал заслуженных учителей Украины, учителей-методистов, как базы лучшие школы г. Харькова и области, с современными кабинетами, с передовым педагогическим опытом. Со средними школами, специализированными школами, лицеями, гимназиями, ПТУ, техникумами, вузами были заключены договора на совместное проведение профориентационной работы и педагогической практики. Приказами облоно и гороно данные учебные заведения были закреплены за университетом как базы педагогической практики на 5 лет. В последующем договора на проведение практики перезаключались также на ряд лет.
П. А. Ярмоленко активно участвовал в разработке и проведении школьной и вузовской реформы, в решении вопросов политехнической, трудовой, непрерывной образовательной и профессиональной подготовки обучаемых, разрешении проблем высшего педагогического образования, инженерно-педагогического образования. П. А. Ярмоленко совместно с С. Ф. Артюхом, В. И. Лобунцом, Е. Э. Коваленко разработал концепцию развития инженерно-педагогического образования на Украине (64). В соответствии с этой концепцией профессиональная деятельность инженера-педагога включала взаимосвязанные составляющие: инженерную профессиональную и педагогическую профессиональную. 
Такой подход к структуре профессиональной деятельности преподавателей специальных дисциплин отражался и в системе повышения квалификации работников промышленных предприятий, на которых обучение специалистов среднего и низшего звена проводили инструкторы производственного обучения, квалифицированные работники отрасли, которые прошли повышение квалификации в системе педагогической подготовки. 
Профессиональная деятельность преподавателя специальных дисциплин включала в себя педагогическую и инженерно-техническую деятельность. Педагогическая деятельность инженера-педагога предполагала работу по организации и осуществлению учебного процесса в профессиональном учебном заведении, а также в системе повышения квалификации. Инженерная деятельность предусматривала работу специалиста в соответствующей отрасли промышленного производства как организатора, проектировщика и эксплуатационника (65. С.17-18).
Учёный изучал научные основы профессионального образования педагогов, особенности инженерно-педагогического образования будущих специалистов, проблемы их готовности к профессиональной деятельности в инженерно-педагогической области (66,67,68). П. А. Ярмоленко разрабатывал вопросы самостоятельной работы (58, 59) сформулировал концептуальные положения по преобразованию профессионально-технического училища в технический лицей (69, 70). Участвовал в научной, научно-методической работе, воспитании студентов и аспирантов, в проведении прикладных исследований в частности в совместной работе с профессорами С. Ф. Артюхом, Е. Э. Коваленко, С. П. Бочаровой на АЭС в г. Энергодаре Запорожской области (70. С. 9). Свои педагогические теории, новаторский педагогический опыт передовой учёный изложил в кандидатской и докторской диссертациях, монографиях, учебных пособиях, многочисленных научных статьях, докладах, которые в связи с задачами и реформами в образовании особенно актуальны.
Педагогический опыт П. А. Ярмоленко освещался в таких изданиях, как журналы «Советская педагогика», «Народное образование», «Воспитание школьников», «Школа и производство», «Юность», «Наука и жизнь» и др.

## Награды
- Медаль «За доблестный труд».
- Медаль «За трудовое отличие»[4].
- Медаль «Ветеран труда»[4].
- Знак «Отличник народного просвещения CССР».

### Книги
- Трудовое обучение школьников в межшкольных учебно-производственных комбинатах и цехах / П. Н. Андрианов, А. А. Васильев, М. А. Жиделев, В. А. Поляков, П. А. Ярмоленко и др./ Под ред. М. А. Жиделева, В. А. Полякова. М.: Высш. шк., 1975. 120 с.
- Воспитание школьников в труде / А. А. Шибанов, П. А. Ярмоленко, Н. П. Андрианов и др./ Под ред. А. А. Шибанова. М.: Педагогика, 1976. 104 с.
- Ярмоленко П. А. Педагогические проблемы обучения и воспитания старшеклассников в межшкольном центре профориентации. Харьков: Вища шк., 1977. 160 с.
- Учебный цех — опыт, проблемы, перспективы /Утверждено управлением школ Министерства просвещения УССР. К.: Рад. шк. 1977. 126 с./ Библиотека передового опыта. Народное образование/.
- Справочник наставника рабочей молодёжи / П. А. Ярмоленко, Д. Н. Петрова, Л. Н. Саковская и др. Харьков: Прапор, 1977. 191 с.; 1981. 120 с.
- Педагогическое наследие А. С. Макаренко и реформа школы. Методическая разработка для студентов педагогических отделений по спецкурсу «Методика воспитательной работы» / П. А. Ярмоленко, Д. Н. Петрова, И. С. Посохова, Л. С. Нечепоренко, В. Е. Новаторов, В. Э. Лисаченко, В. А. Михайловский, В. А. Воловик, Е. С. Шкубуляни, Т. М. Шептун, Н. Б. Ржепецкая. Харьков: ХГУ, 1988.- 116 с.
- Ярмоленко, П. А., Васильев, И. Б., Бакатанова, В. Б. Прогрессивные учебные заведения профессионального образования: проблемы, опыт, перспективы / Под ред. д-ра пед. наук, проф. П. А. Ярмоленко. Харьков; Ростов-на-Дону, 1995. — Ч. 1, 2. — 236 с.

### Брошюры
- Из опыта организации школьной учебно-производственной мастерской и проведения в ней производственного обучения. Харьков: Радянська школа, 1957. 31 с.(на украинском яз.)
- Система трудовой политехнической подготовки старшеклассников в условиях учебного цеха: Автореф. дис. … канд. пед. наук. М., 1971. 22 с. (НИИ содержания и методов обучения АПН СССР).
- Соединение обучения с производительным трудом — важное условие формирования активной жизненной позиции молодёжи. К.: Знание, 1978 19 с.
- Методические рекомендации по изучению темы «Политехническая подготовка и профориентация учащихся в курсе общеобразовательных школ» для студентов педагогических отделений. Харьков: ХГУ, 1984. 18 с.
- Педагогические проблемы обучения и воспитания старшеклассников в межшкольном политехническом центре трудового обучения и профориентации: Автореф. дис. … д-ра пед. наук. М., 1984. 26 с.(НИИ трудового обучения и профессиональной ориентации АПН СССР).
- План - проспект монографии "Трудовое становление школьной молодёжи" /Под ред. П. А. Ярмоленко. Харьков: ХГУ, 1984.- 2 с. Утверждён на заседании кафедры педагогики ХГУ 24 апреля 1984 г., протокол № 14.
- Методические рекомендации студенту по изучению цикла психолого-педагогических и методических дисциплин в университете (к разделу "Пути освоения педагогической профессии" в курсе "Введение в специальность"). Харьков, ХГУ, 1986. 16 с.
- Павел Андреевич Ярмоленко: Библиографический. указ. (К 60-летию со дня рождения) / Сост. А. Ю. Караваева. Харьков: ХГУ, 1987. — 11 с. / Серия «Учёные ХГУ».
- Методические рекомендации по спецкурсу "Организация и управление учебно - воспитательным процессом в средних учебных заведениях" для студентов 5 курсов. Харьков: ХГУ, 1987. 14 с.
- Ярмоленко, П. А. Концептуальные положения по преобразованию профессионально - технического училища (техникума) в технический лицей // Педагогический процесс и экономика технических лицеев: Сб. ст.: Ч. 1 Екатеринбург, 1992.-С. 10. http:// Lib.irro.ru/…/cgiirbis_64.exe?…Ярмоленко%20П. А.
- Рабочая программа интегрированного курса "Основы технической, нравственной и педагогической культуры". Задания для самостоятельной работы студентов 1-го курса (дневное и заочное отделения) /Сост. П. А. Ярмоленко (авторский курс). Харьков: ХИПИ, 1993. 21 с.
- Методические рекомендации по изучению интегрированного курса «Основы технической, нравственной и педагогической культуры». Харьков: УИПА, 1996. 40 с.

### Статьи в сборниках и в периодической печати
- Трудовая политехническая подготовка старшеклассников: Трудовое обучение // Радянська школа. 1969. № 4. С. 50-53.(На украинском яз.).
- В учебном цехе ХТЗ // Школа и производство. 1970. № 6. С. 9—10.
- Политехнический центр и его достоинства //Нар. образование. 1970. № 10. С. 90—94.
- Ярмоленко, П. А. Из опыта работы учебного цеха // Сов. педагогика. 1972. № 8. С. 42-46.
- Система трудового политехнического обучения учащихся старших классов в учебном цехе // Всесоюзное совещание по проблемам трудового обучения учащихся старших классов городских средних общеобразовательных школ. М., 1972. С. 29−32.
- Стеклянная дверь, или о выборе, который должен сделать каждый /Беседу вёл  кинорежиссёр А. Караваев // Смена. 1972. № 20. С. 16−17.
- О влиянии профессиональной ориентации на формирование личности подростка // Педагогические вопросы предупреждения безнадзорности и правонарушений среди детей и подростков в Харьковской области: (Материалы науч.-практ. конф.). Харьков, 1973.- С. 35−39.
- Трудовое воспитание старших школьников в процессе производительного труда в условиях учебного цеха // Актуальные проблемы… воспитания учащейся молодёжи: Материалы совместного коллоквиума Академий педагогических наук СССР и ГДР, г. Москва, 23-26 января 1973 г. / Под ред. Н. П. Кузина, А. И. Пискунова, Г. Н. Филонова. М.: Педагогика, 1974. С. 193-198.
- Школьный учебный цех в структуре промышленного предприятия // Завком профсоюза и трудовое воспитание школьников: Из опыта работы… Харьковского тракторного завода им. С. Орджоникидзе. М.: Профиздат, 1976. С. 27−62.
- Совершенствование подготовки студентов научно-педагогического профиля в Харьковском университете // Материалы науч.-практ. конф. «Роль университетов в подготовке кадров высшей квалификации» (Москва, ВДНХ СССР, 6—8 дек. 1983 г.): Тез. докл. М., 1983. С. 65−67.
- Формирование гражданской ответственности, активного отношения к жизни в процессе производительного труда старшеклассников // Формирование у учащихся … мировоззрения в процессе их трудовой подготовки: Материалы для обсуждения на заседании Президиума АПН СССР. — М., 1986. С. 39—40.

Статьи в периодической печати
- Я б в рабочие пошёл // Правда. 1969. 11 сент.
- Политехнический центр района: доклад на заключительном пленарном заседании Всесоюзных педагогических чтений // Учит. газ. 1970. 4 апр.
- Найти себя: Пятилетка просвещения // Красное знамя. 1975. 12 февр.
- Как рождается призвание: "Престижность" профессии и вопросы трудового воспитания //Соц. Харківщина. 1977. 8 марта.(На украинском языке).
- Приобщение к труду// Соц. индустрия.- 1978. -18 февр.
- Настоящий маленький завод: Школа сегодня и завтра // Сов. культура. 1984. 22 мая. С. 3.
- Реформа школы - дело каждого: (Задачи ХГУ)// Харьк. университет. 1984. 18 сент. (На украинском яз.).

Произведения П. А. Ярмоленко на иностранных языках
немецкий
- Die Arbeitserziehung der alteren Sohuler im Prozeb der productiven Arbeit unter den Bedingungen einer Unterrichtsabteilung // Probleme der …Erziehung: Materialien des gemeinsamen Kolloquiums… Berlin, 1975. -S. 259 -267.

## Критика